# Hyaleucerea leucosticta
Hyaleucerea leucosticta är en fjärilsart som beskrevs av Druce 1905. Hyaleucerea leucosticta ingår i släktet Hyaleucerea och familjen björnspinnare. Inga underarter finns listade i Catalogue of Life.